# NGC 7628
NGC 7628 este o galaxie situată în constelația Pegas. A fost descoperită în 4 octombrie 1878 de către Édouard Stephan⁠(d). Se află la o distanță de 57,55 de megaparseci de Pământ.